# Оборона поточна

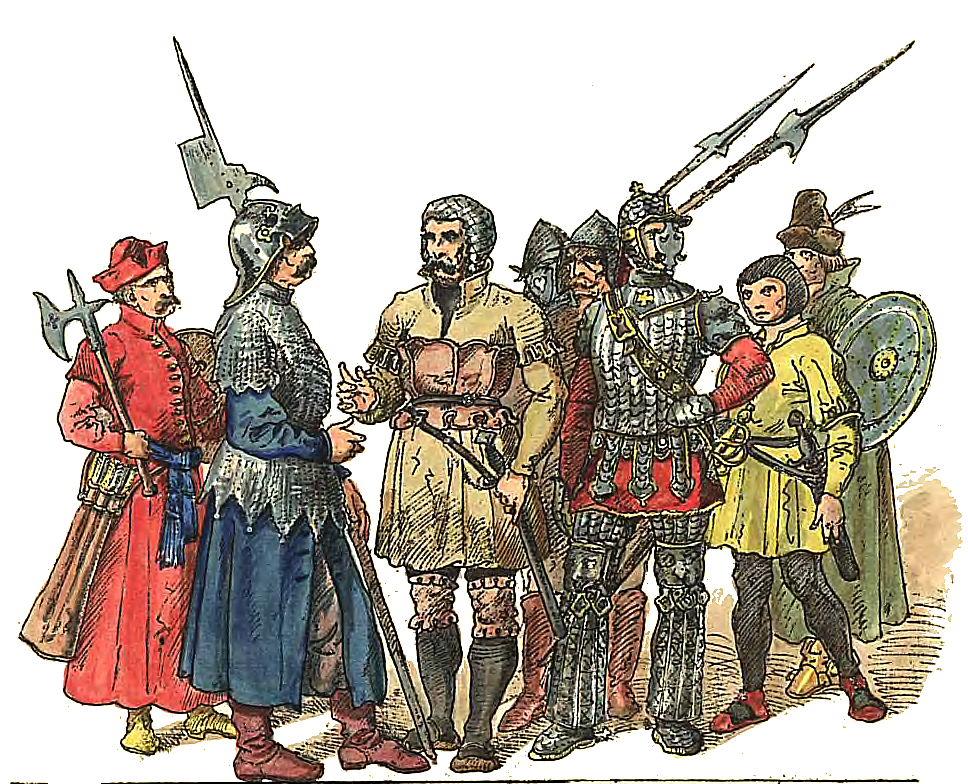
Військо коронне 1507—1548

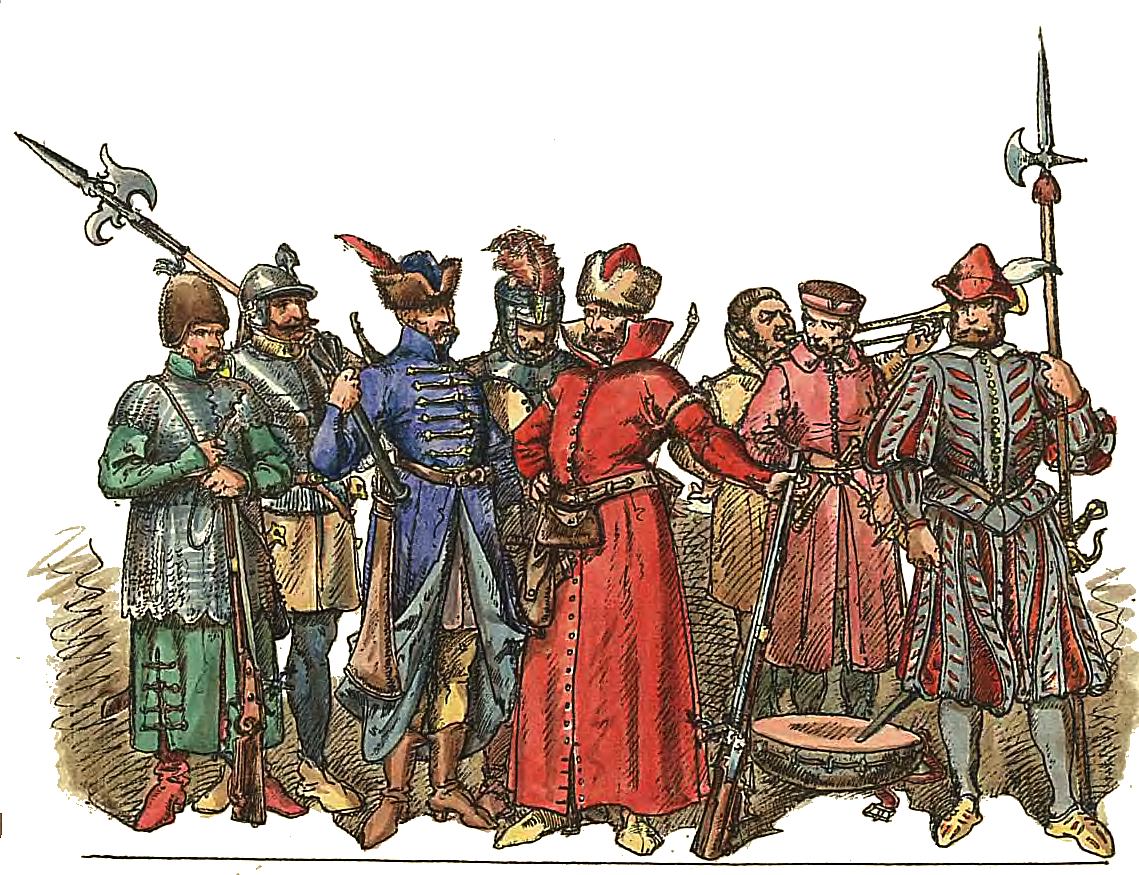
Коронна піхота 1548—1572 рр.

Оборона поточна — наймане військо в Українських землях Королівства Польського для захисту південних земель України від нападів татар, сформоване за рішенням Сейму 1477 року через неспроможність ефективного захисту теренів посполитим рушенням шляхти. Мало утримуватися коштом королівської скарбниці. Офіцери наймали визначену королем кількість солдатів, які служили за певну платню визначений у договорі найму час. До 1480 р. було сформовано перші загони оборони поточної. На час миру їхня чисельність становила 1500-3000 кавалерії і 1000 піхотинців, що перебували у замках в містах Поділлі: Бар, Теребовля, Кам'янець. Майже половина терміну існування оборони поточної припала на правління короля Сигізмунда І Старого. Через малочисельність і неспроможність протистояти нападам великих загонів татар 1562 р. була замінена найманим військом кварцяним за правління короля Сигізмунда II Августа.